# Kishu-Inu
Kishu-Inu (anglicky: Kishu), neboli Kishu Ken, je psí plemeno, vyšlechtěné před tisíci lety v Japonsku pro lov jelenů. Je pojmenováno po regionu Kišu v provincii Kii, nacházejícího se na ostrově Honšú v Japonsku. Jedná se o středně velké psí plemeno typu špice, které je uznáno Mezinárodní kynologickou federací (FCI) a mimo jiné se chová i v Česku.

## Vzhled

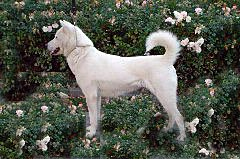
Čistě bílý jedinec

Jedná se o středně velké psí plemeno lehké, ale dobře osvalené konstrukce. Srst, která pokrývá celé tělo, je krátká, na některých místech středně dlouhá, přiléhavá a hustá. Na dotek je velmi hladká a jemná a tradiční zbarvení je červené nebo sezamové, vyskytuje se ale i bílé či rezavé. Ideální výška v kohoutku je u feny 49 a u psa 52 cm, s tolerancí +- 3 cm.

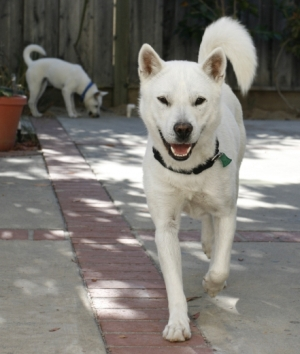

Hlava je přiměřeně velká, v poměru mozkovny ku čumáku 1:1. Uši jsou středně velké, trojúhelníkovité, natočené vždy dopředu. Oči jsou spíše mandlového tvaru v barvě oříšků, ale bez viditelného bělma. Nosní houba je většinou černá, ale v bílých variantách může být růžová či hnědá. Skus nůžkový, se silnými zuby. Krk je silný a široký, poměrně krátký a klenutý. Srst na něm tvoří límec. V místech, kde se napojuje na hřbet může být nepatrná prohlubeň. Hřbet je dlouhý, široký, hustě porostlý srstí, zakončen dlouhým ocasem šavlovitého tvaru. Na něm tvoří dlouhá srst prapor. Nohy dlouhé, svalnaté, zakončené kulatými tlapkami.

### Podobná plemena
Kishu-Inu je typické japonské psí plemeno, které si lze splést hned s několika tamějšími špici: Hokkaido-Ken, Šikoku Inu a Kai Inu. Hokkaido-Ken je plemeno nižšího vzrůstu, mohutnější konstituce a s mírně delší srstí. Liší se i povolená zbarvení. Šikoku Inu je málo známé psí plemeno, které se od Kishu-Inu liší hlavně zbarvením, které bývá vlkošedé se světlou maskou (zvanou Urajiro), jinak je toto psí plemeno stejně velké i těžké. Kai Inu je opět neznámé japonské psí plemeno, to je má ale žíhané zbarvení a kratší srst.

## Povaha
Kishu-Inu je loajální, oddaný a energický pes s bystrým výrazem. Přestože se jedná o bystré, inteligentní a učenlivé plemeno, jeho výcvik není příliš snadný. Tito psi jsou velmi samostatní a pokud ve svém majiteli nevidí dostatečného vůdce smečky, jednoduše ho ignorují nebo se sami snaží dostat na jeho post. Jedná se o dominantního psa. Kishu-Inu je tichý, málokdy štěká. Je to rodinný pes, mající odvahu ke chránění své rodiny. Většinou loví menší zvířata. Při dobré socializaci vychází dobře s jinými psy, jinak je nutné brát na mysli, že se jedná o dominantní psí plemeno, které si nic nenechá líbit. S jinými zvířaty dobře nevychází, už kvůli jeho loveckým pudům, které naplno pracují.

## Nároky
Kishu-Inu nemá příliš velké nároky: jeho srst by se měla alespoň 1x týdne vyčesat, drápky zastřihnout jen v případě potřeby a není nutné ani speciální krmení. V době línání se majitel musí srst věnovat více než obvykle a to v podobě každodenního vyčesávání. Dobré je opakovat naučené cviky nebo psa brát do společnosti jiných psů. Kishu-Inu trpí problémy s očními víčky. Jedná se o psí plemeno, kterému nevadí celoroční pobyt venku, ale samotu špatně snáší a vyžaduje kontakt s majitelem.

## Kishu-Inu v kultuře
- Pes plemene kishu-inu Aoi Rjú (あおい龍 - Modrý drak) hrál v několika seriálech a filmech, z nichž nejznámější jsou seriály Goro – bílý pes a Ohnivý pes.